# Водзеради (гміна)
Гміна Водзеради (пол. Gmina Wodzierady) — сільська гміна у центральній Польщі. Належить до Ласького повіту Лодзинського воєводства.
Станом на 31 грудня 2011 у гміні проживало 3238 осіб.

## Площа
Згідно з даними за 2007 рік площа гміни становила 81.42 км², у тому числі:
- орні землі: 79.00%
- ліси: 15.00%

Таким чином, площа гміни становить 13.19% площі повіту.

## Населення
Станом на 31 грудня 2011:
| Опис     | Загалом | Загалом | Чоловіки | Чоловіки | Жінки | Жінки |
| -------- | ------- | ------- | -------- | -------- | ----- | ----- |
| одиниця  | осіб    | %       | осіб     | %        | осіб  | %     |
| все      | 3238    | 100     | 1633     | 50.43    | 1605  | 49.57 |
| міське   | 0       | 100     | 0        |          | 0     |       |
| сільське | 3238    | 100     | 1633     | 50.43    | 1605  | 49.57 |

## Сусідні гміни
Гміна Водзеради межує з такими гмінами: Добронь, Задзім, Ласьк, Лютомерськ, Паб'яніце, Шадек.